# انتونی زینی
انتونی زینی (انگلیسی: Anthony Zinni؛ زادهٔ ۱۷ سپتامبر ۱۹۴۳) ژنرال بازنشسته سپاه تفنگداران دریایی ایالات متحده آمریکا و از فرماندهان کل سابق ستاد فرماندهی مرکزی ایالات متحده آمریکا (سنتکام) است. او در سال ۲۰۰۲ به عنوان نماینده ویژه ایالات متحده آمریکا به اسرائیل و حکومت خودگردان فلسطین انتخاب شد.
وی همچنین برندهٔ جوایزی همچون نشان ستاره برنزی، پرپل هارت، و لژیون افتخار شده است.